# Mimoplocia affinis
Mimoplocia affinis là một loài bọ cánh cứng trong họ Cerambycidae.